# العدنة (الابعون)

تعديل مصدري - تعديل

العدنة محلة تابعة لقرية الجبل، التابعة لعزلة الابعون بمديرية حزم العدين إحدى مديريات محافظة إب في الجمهورية اليمنية، بلغ تعداد سكانها 29 حسب تعداد اليمن لعام 2004.